# Janelle Elford
Janelle Lynette Pallister (nacida Janelle Lynette Elford; 13 de febrero de 1970) es una deportista australiana que compitió en natación. Es madre de la nadadora Lani Pallister.
Ganó cuatro medallas en el Campeonato Pan-Pacífico de Natación, en los años 1989 y 1991. Participó en los Juegos Olímpicos de Seúl 1988, ocupando el quinto lugar en la prueba de 400 m libre.

## Palmarés internacional
| Campeonato Pan-Pacífico | Campeonato Pan-Pacífico | Campeonato Pan-Pacífico | Campeonato Pan-Pacífico |
| Año                     | Lugar                   | Medalla                 | Prueba                  |
| ----------------------- | ----------------------- | ----------------------- | ----------------------- |
| 1989                    | Tokio (Japón)           | Medalla de oro          | 1500 m libre            |
| 1989                    | Tokio (Japón)           | Medalla de plata        | 800 m libre             |
| 1989                    | Tokio (Japón)           | Medalla de bronce       | 400 m libre             |
| 1991                    | Edmonton (Canadá)       | Medalla de oro          | 1500 m libre            |